# Slovenka leta
Slovenka leta je slovenski častni naziv in nagrada, ki ga podeljuje Revija Jana na podlagi glasovanja bralcev, s katerim počastijo Slovenko, ki je posebej zaznamovala Slovenijo. Nominiranke in končno zmagovalko izberejo bralci revije. Število nominirank se med leti razlikuje, povprečno jih je 12–14.
Zmagovalka prejme kipec slovenske umetnice Ljubice Kočica. 

## Zgodovina
Prvo Slovenko leta so razglasili 28. septembra 1988 in to je postala novinarka in političarka Mojca Drčar Murko. Odtlej podeljujejo priznanje vsako leto.
Zaradi neplačevanja dolgov je NKBM objavila dražbo zastavljenih znamk v lasti Dela Revij, med drugim tudi Slovenko leta. Na dražbi, ki je potekala 11. avgusta 2011, je družba KBM Leasing (članica skupine NKBM) kupila po izklicni ceni 10,14 milijona evrov (brez DDV-ja) blagovne znamke Dela Revij.
V letu 2016 se je namesto naziva Slovenka leta podelil naziv Ženska leta, pod okriljem revije Zarja medijske hiše Media24. Po podelitvi naziva Ženska leta so istega leta Slovenko leta vseeno izbirali tudi pri ponovno obujeni Jani. Podoben izbor od 2017 organizira tudi revija OnaPlus pod imenom Ona 365.

## Seznam nominirank in prejemnic
| #   | Leto | Slovenka leta             | Ostale nominiranke |
| --- | ---- | ------------------------- | --- |
| 1.  | 1988 | Mojca Drčar Murko         | Nataša Dolenc, Nuša Kerševan, Aleksandra Kornhauser, Marjana Lipovšek, Sonja Lokar, Svetlana Makarovič, Jolka Milič, Miša Molk, Vika Potočnik, Mateja Svet, Julka Vahen |
| 2.  | 1989 | Vika Potočnik             | Ljerka Bizilj, Katja Boh, Meta Hočevar, Veronika Drolc, Lidija Hren, Barbara Jerman, Tajda Lekše, Sonja Lokar, Vita Mavrič, Miša Molk, Danica Purg, Mateja Svet, Antonija Škafar                                                                                           |
| 3.  | 1990 | Ljerka Bizilj             | Spomenka Hribar, Aleksandra Kornhauser, Mateja Kožuh Novak, Marjana Lipovšek, Miša Molk, Jerca Mrzel, Vika Potočnik, Marja Strojin, Mateja Svet, Marija Štremfelj, Polona Vetrih, Marija Vojskovič, Milena Zupančič                                                        |
| 4.  | 1991 | Tanja Starič              | Anica Brglez Vovk, Ljerka Bizilj, Nataša Bokal, Lidija Hren, Spomenka Hribar, Mateja Kožuh Novak, Miša Molk, Danica Purg, Mateja Svet, Magda Tovornik, Julka Vahen, Polona Vetrih, Milena Zupančič                                                                         |
| 5.  | 1992 | Vida Jeraj Hribar         | Damjana Bihar, Helena Blagne, Meta Hočevar, Mojca Horvat, Marika Kardinar, Nataša Nakrst Kosmač, Manca Košir, Darja Lebar, Marjana Lipovšek, Svetlana Makarovič, Ksenija Mišič, Lea Eva Muller, Draga Potočnjak, Jožica Puhar, Majda Širca, Jasna Vončina, Metka Wachter   |
| 6.  | 1993 | Vida Žabot                | Lidija Andolšek Jeras, Brigita Bukovec, Svetlana Makarovič, Milena Močivnik, Miša Molk, Saša Pavček, Vida Petrovčič, Ljubica Podboršek, Danica Purg, Vojka Ravbar, Majda Širca, Metka Wachter                                                                              |
| 7.  | 1994 | Mila Kačič                | Neva Zajc, Svetlana Makarovič, Mojca Horvat, Katja Koren,... |
| 8.  | 1995 | Metka Klevišar            | Katja Bašič, Uršula Cetinski, Suzana Dewa, Vesna Gaberščik Ilgo, sestra Vendelina (Marija) Ilc, Manca Košir, Mateja Kožuh Novak, Romana Logar, Špela Pretnar, Cvetana Rijavec, Anja Rupel, Dubravka Tomšič Srebotnjak, Polona Vetrih, Alenka Zor Simoniti                  |
| 9.  | 1996 | Brigita Bukovec           | Irena Avbelj, Helena Blagne Zaman, Berta Bojetu, Nataša Barbara Gračner, Urška Horvat, Olga Jančar, Marija Jazbec, Marjeta Keršič Svetel, Vera Kozmik, Jelena Leskovar, Miša Molk, Desa Muck, Vera Slodnjak, Jana Valenčič, Radojka Vrančič                                |
| 10. | 1997 | Irena Polanec             | Mira Ažman, Tatjana Fink, Andreja Grašič, Marta Kos, Evita Leskovšek, Biserka Marolt Meden, Miša Molk, Desa Muck, Maja Novak, Draga Potočnjak, Norina Radovan, Mija Škrabec Arbanas, Onja Tekavčič Grad, Mia Žnidarič                                                      |
| 11. | 1998 | Emilija Baranja           | Zdenka Badovinac, Lara Bohinc, Jelka Černivec, Klaudija Dolenčič, Štefka Drolc, Sonja Gole, Janja Koren, Desa Muck, Edvina Novak, Cvijeta Pahljina, Sonja Porle, Tanja Ribič, Katarina Srebotnik, Milena Zupančič                                                          |
| 12. | 1999 | Milena Močivnik           | Jelena De Belder Kovačič, Saša Einsiedler, Tatjana Fink, Božena Glavak, Milojka Kolar, Bernarda Korent, Aleksandra Kornhauser, Jasna Krljič, Mara Kralj, Zvezdana Mlakar, Vika Potočnik, Metka Sparavec, Katarina Srebotnik, Brina Švigelj Merat, Barbara Volčič Lombergar |
| 13. | 2000 | Marija Zakušek            | Irena Avbelj, Sandra Bašič Hrvatin, Breda Čepe, Nuša Ilovar, Monika Kartin, Anica Mikuš Kos, Neca Falk, Zdenka Hitejc, Lidija Hren, Iča Putrih, Onja Tekavčič Grad, Mojca Širok, Maja Weiss, Iva Zupančič                                                                  |
| 14. | 2001 | Vlasta Jeseničnik         | Kristina Brenkova, Martina Čufar, Nuša Derenda, Darinka Gomišček, Mateja Koležnik, Saša Markovič, Jožica Maučec Zakotnik, Duška Meh, Vladka Novina, Breda Pečan, Marjetica Potrč, Marija Stanonik, Katarina Venturini, Marija Vrtačnik                                     |
| 15. | 2002 | Štefka Kučan              | Darja Arko, Elza Budau, Jolanda Čeplak, Marinka Fritz Kunc, Živa Gruden, Polona Juh, Lilijana Kulovec, Dušica Kunaver, Nada Matičič, Mija Repovž, Karmina Šilec, Marta Turk, Meta Vrhunc                                                                                   |
| 16. | 2003 | Benka Pulko               | Marta Gregorčič, Marta Jakopič Kunaver, Polona Juh, Lučka Kajfež Bogataj, Zmaga Kumer, Svetlana Makarovič, Branka Mijatovič, Vita Mavrič, Vesna Milek, Ejti Štih, Irena Vidic, Erika Vouk, Ifigenija Zagoričnik Simonovič, Barbara Zrimšek                                 |
| 17. | 2004 | Irena Grafenauer          | Irena Avbelj, Anja Bukovec, Štefka Drolc, Alenka Godec, Mima Jaušovec, Mojca Mavec, Dunja Mladenič, Vlasta Nussdorfer, Alenka Šelih, Eva Škofič Maurer, Hilda Tovšak, Barbara Verdnik                                                                                      |
| 18. | 2005 | Mojca Senčar              | Vesna Vuk Godina, Mirjam Kalin, Urška Lunder, Anita Ogulin, Nataša Pirc Musar, Aljana Primožič, Nataša Tič Ralijan, Petra Rezar, Ivica Svetlik, Janja Vidmar |
| 19. | 2006 | Metka Zorc                | Alenka Arko, Neža Buh Neisha, Silva Čušin, Tina Di Batista, Tanja Lesničar Pučko, Marija Makarovič, Vesna Melanšek, Vlasta Nussdorfer, Danica Purg, Anka Rakun, Olga Zerbo (odstopila od kandidature)                                                                      |
| 20. | 2007 | Lilijana Kornhauser Cerar | Urška Alič Flajnik, Renata Ažman, Nataša Brajdič, Sabina Cvilak, Tatjana Fink, Mateja Jamnik, Adela Kelhar, Breda Kutin, Petra Majdič, Vida Ogorelec Wagner, Faila Pašić Bišić, Anja Štefan, Magda Žezlina                                                                 |
| 21. | 2008 | Neža Maurer               | Ana Cajnko, Živa Deu, Damjana Golavšek, Sara Isakovič, Barbara Jaki, Lučka Kajfež Bogataj, Sonja Merljak Zdovc, Desa Muck, Mateja Pintar, Miriam Praprotnik, Renata Salecl, Suzana Tratnik, Bernarda Trebušak                                                              |
| 22. | 2009 | Katarina Kresal           | Zdenka Čebašek Travnik, Marta Gorjup Brejc, Marija Janež Bizjak, Veronika Juvan, Tea Leban, Tina Maze, Iris Selan, Bina Štampe Žmavc, Karmen Švegl, Irena Ule, Elda Viler, Meta Zagorc                                                                                     |
| 23. | 2010 | Petra Majdič              | Tanja Babnik, Marinka Cempre Turk, Severa Gjurin, Maksimiljana Ipavec, Mateja Kožuh Novak, Maja Lupša, Petra Matos, Marlenka Stupica, Jasna Tepina, Marinka Vovk |
| 24. | 2011 | Jelka Reichman            | Maja Keuc, Dragica Kraljič, Tina Maze, Vilma Novak, Fanči Perdih, Nataša Pirc Musar, Ruth Podgornik Reš, Majda Struc, Vilma Topolšek, Katja Zabukovec Kerin, Milena Zupančič                                                                                               |
| 25. | 2012 | Urška Žolnir              | Valerija Bužan, Dušana Findeisen, Marta Gregorčič, Branka Jurišić, Špela Lipošek, Kristina Modic, Miša Pušenjak, Dubravka Tomšič Srebotnjak, Nika Zupanc |
| 26. | 2013 | Eugenija Carl             | Lara Jankovič, Maja Korošec, Juta Krulc, Alja Markovič Čas, Jožica Mikić Horvat, Luigia Negro, Draga Potočnjak, Pika Rajnar, Marija Volčjak, Helena Žigon, Nina Wabra |
| 27. | 2014 | Sonja Pungertnik          | Ivanka Berčan, Katarina Čas, Ana Jug, Manca Košir, Lucija Mlinarič, Lenka Puh, Irena Rotar, Marija Sivec, Marijana Sukič |
| 28. | 2016 | Andreja Sterle Podobnik   | Urška Alič, Tatjana Avšič Županc, Katarina Bervar Sternad, Zvezdana Mlakar, Jasna Murgel, Judita Nahtigal, Irena Orešnik, Alenka Sottler, Marta Turk |
| 29. | 2017 | Petra Greiner             | Danica Avsec, Ksenija Benedetti, Mirela Čorić, Darja Črnko, Vita Mavrič, Saša Pavček, Hanna Antonina Wojcik Slak, Leonida Zalokar, Janja Zupan |
| 30. | 2018 | Urša Zgojznik             | Alenka Malej, Alenka Žumbar Klopčič, Irena Deželak, Kristina Modic, Alenka Mozer, Mojca Odar, Mateja Benedetti, Neža Kogovšek Šalamon, Željka Platzer Papič |
| 31. | 2019 | Ninna Kozorog             | Janja Garnbret, Duša Hlade Zore, Tilka Jamnik, Andreja Kutnar, Biserka Marolt Meden, Jasna Pečjak, Alenka Rebula, Nina Šenk Kosem, Mojca Šetinc Pašek, Bronja Žakelj |
| 32. | 2020 | Natalija Spark            | Zdenka Badovinac, Magda Kastelic Hočevar, Valentina Kobal, Ema Kozin, Kazimira Lužnik, medicinske sestre, Nevenka Mlinar, Katarina Očko, Anita Ogulin, Carmen Rajer, Erika Žnidaršič                                                                                       |
| 33. | 2021 | Nika Kovač                | Vida Drame Orožim, Janja Garnbret, Špela Miroševič, Zvezdana Mlakar, Kristina Modic, Pravna mreža za varstvo demokracije, Andreja Slameršek, Emilija Stojmenova Duh |
| 34. | 2022 | Milena Zupančič           | Suzana Anžur, Katja Bašič, Matea Benedetti, Maja Čemažar, Gloria Kotnik, Erika Oblak, Tatjana Pirc, Živa Ploh Peršuh, Urška Sršen, Dušanka Zabukovec |
| 35. | 2023 | Ana Petrič                | Masayah, Marjanca Jemec Božič, Ivana Djilas, Romana Lesjak, Maja Plaz, Jožica Frigelj, Tanja Bagar, Marija Vegelj Pirc, Karmen W. Švegl, Mateja Zver |
| 36. | 2024 | Jolanda Grom Ravnikar     | Sara Bajec, Jasmina Jerant, Lidija Jerkič, Dušica Kunaver, Živa Lavrinc, Sanja Lončar in Alenka Šoštarič, Štefanija Lukič Zlobec, Natalija Nedeljko, Irena Orešnik, Maja Weiss, Draga Potočnjak, Tatjana Zorko                                                             |